# یواس‌اس ماسکیگن (وای‌تی‌بی-۷۶۳)
یواس‌اس ماسکیگن (وای‌تی‌بی-۷۶۳) (به انگلیسی: USS Muskegon (YTB-763)) یک کشتی است که طول آن ۱۰۹ فوت (۳۳ متر) می‌باشد. این کشتی در سال ۱۹۶۲ ساخته شد.